# Österberg

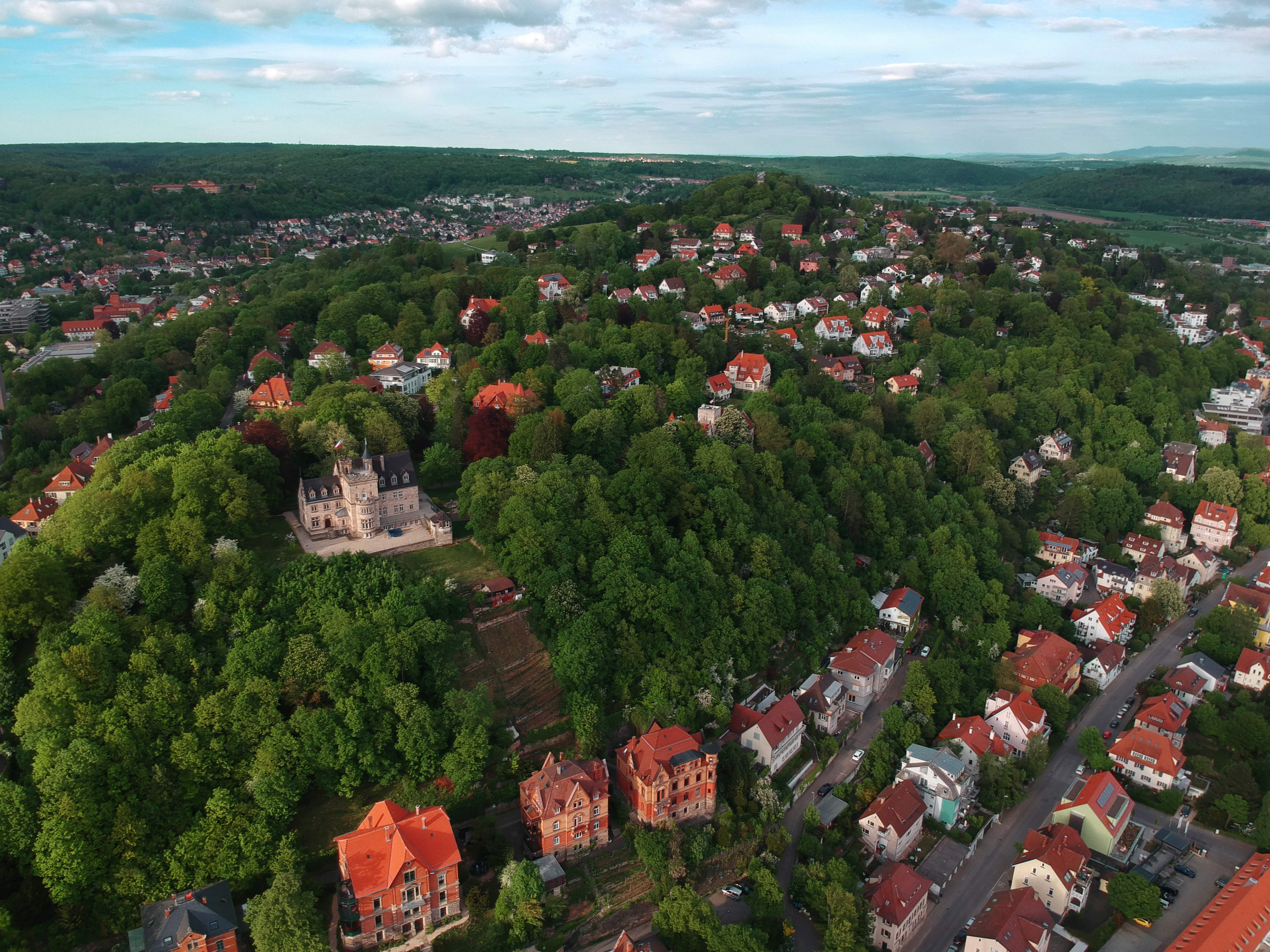
Südseite des Österbergs

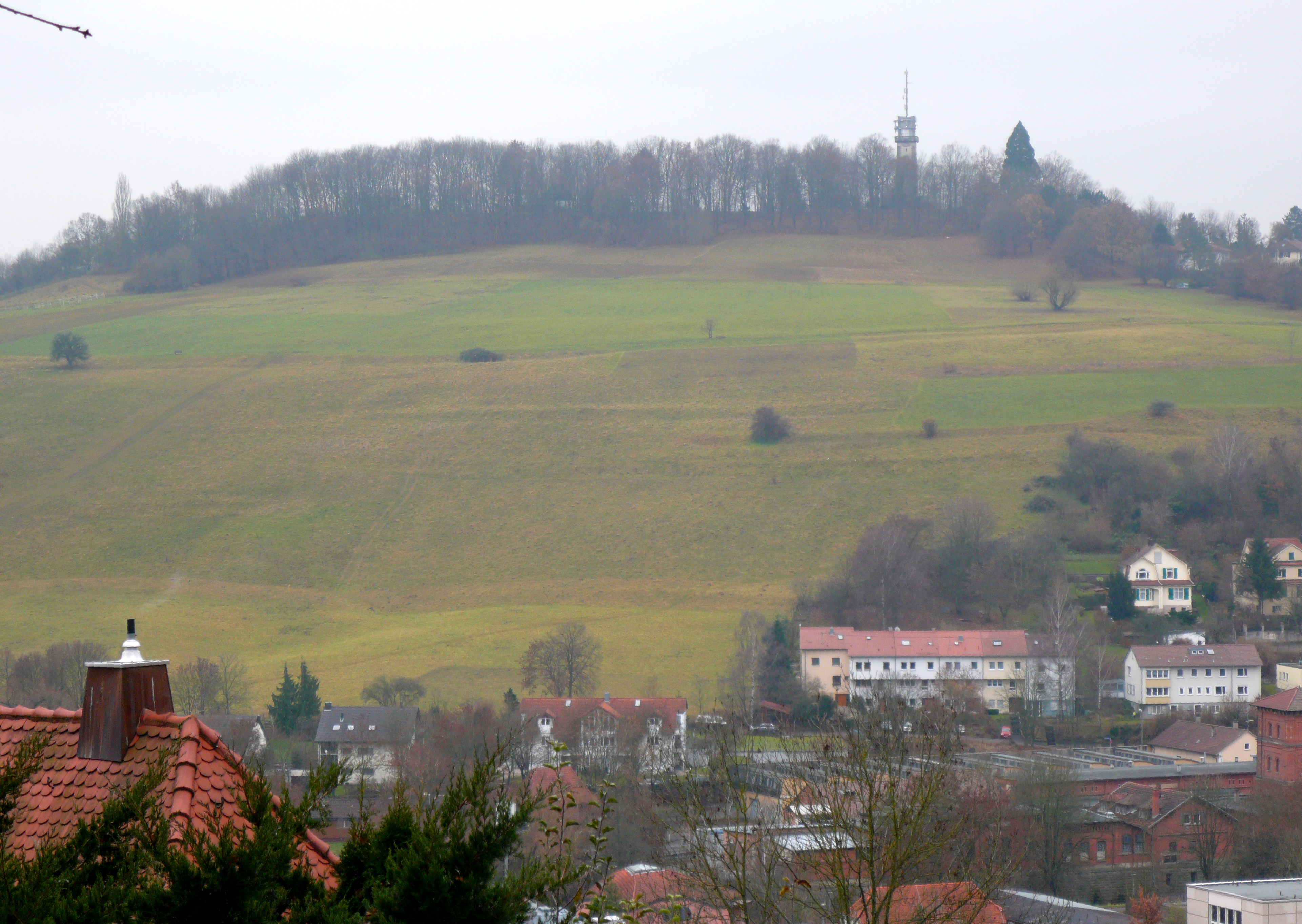
Blick südsüdostwärts zum Österberg mit dem Österbergturm

Österberg ist ein 440 m ü. NHN hoher Berg und ein auf dessen Südhang gelegener Stadtteil der im baden-württembergischen Landkreis Tübingen liegenden Stadt Tübingen. Darauf steht der Österbergturm.

## Geographie

### Lage
Der Österberg liegt östlich der Alt- und Innenstadt. Die Abgrenzung zum Stadtteil Universität ist westlich die Brunnenstraße und die Schlachthausstraße sowie nördlich die Haldenstraße. Die östliche Abgrenzung zum Stadtteil Lustnau ist die Stuttgarter Straße, und südlich wird der Berg durch den Neckar vom Stadtteil Au/Unterer Wert abgegrenzt. Die westliche Abgrenzung zum Tübinger Zentrum bildet die Mühlstraße.
Wegen seiner östlichen Lage erhielt der Österberg den latinisierten Namen Mons Anatolicus (griechisch anatolikós = morgenländisch). Die Lateinschule auf dem Österberg erhielt demzufolge den Namen Schola Anatolica.

### Naturräumliche Zuordnung
Der Österberg gehört in der naturräumlichen Haupteinheitengruppe Schwäbisches Keuper-Lias-Land (Nr. 10), in der Haupteinheit Schönbuch und Glemswald (104) und in der Untereinheit Schönbuch (104.1) zum Naturraum Tübinger Stufenrandbucht (104.10).

## Geschichte und Wasserbau
Der Österberg erstreckte sich ursprünglich bis in die Innenstadt. Nachdem bereits im 15. Jahrhundert ein Durchbruch durch den Berg zur Weiterleitung des Wassers aus dem Ammerkanal zum Betreiben von Mühlen geschaffen wurde, erfolgte 1885 bis 1887 die Verbreiterung zur Mühlstraße. Der in der Innenstadt liegende Bergteil heißt Schulberg. 1831 wurde für den Bau des neuen Anatomiegebäudes (Österbergstraße 3) eine rund 70 m tiefe Brunnenbohrung zur Wasserversorgung abgeteuft, die auch wissenschaftlich beschrieben wurde und eine der ersten geologischen Profile der Tübinger Innenstadt darstellt. Auf der Gipfelregion befand sich das Reservoir des Pumpspeicherwerkes Tübingen.

## Geologie und Humangeografie
Geologisch handelt es sich beim Österberg um silifizierten Sandstein, Stubensandstein (Löwenstein-Formation) sowie Knollenmergel. Vor allem dank des Knollenmergels, der einen Rutschhang verursachen kann, darf die Nordseite des stadtnahen Hügels größtenteils nicht bebaut werden, sodass eine grüne Freifläche zur öffentlichen Nutzung besteht.
Das Wohngebiet auf dem Südhang des Österbergs ist in Zentrumsnähe und lediglich durch eine Straße, die Doblerstraße, erreichbar. Auf dem Berg befinden sich der 40 m hohe Aussichts- und Sendeturm Österbergturm (431 m), mehrere Verbindungshäuser, das Land- und Amtsgericht Tübingen mit Untersuchungsgefängnis, das Landesstudio Tübingen des SWR, die Alte Anatomie der medizinischen Fakultät der Universität Tübingen und ein Kindergarten. Am Fuß der dem Neckar zugewandten Südseite befand sich von 1882 bis zur Reichspogromnacht 1938 die Tübinger Synagoge, daran erinnert dort seit 1978/2000 ein Denkmal.
Auf dem unbebauten, weniger steilen Nordhang liegen Wiesen und auf dem Nordosthang ein kleiner Laubwald, das Lustnauer Wäldle, die häufig für Spaziergänge aufgesucht werden; auch auf der Gipfelregion sowie auf dem Ost- über Süd- bis Westhang liegen Waldstreifen. Im Winter eignet sich der Nordhang je nach Schneelage zum Schlittenfahren/Rodeln und (selten) auch zum Skifahren, im Herbst findet hier regelmäßig das Drachenfest statt. Gleitschirmflieger nutzen den Hang als Startplatz. Die unbewaldete Fläche dient auch als Heuwiese und Weideland für Schafe, Ziegen, Ponys und Esel.

## Galerie

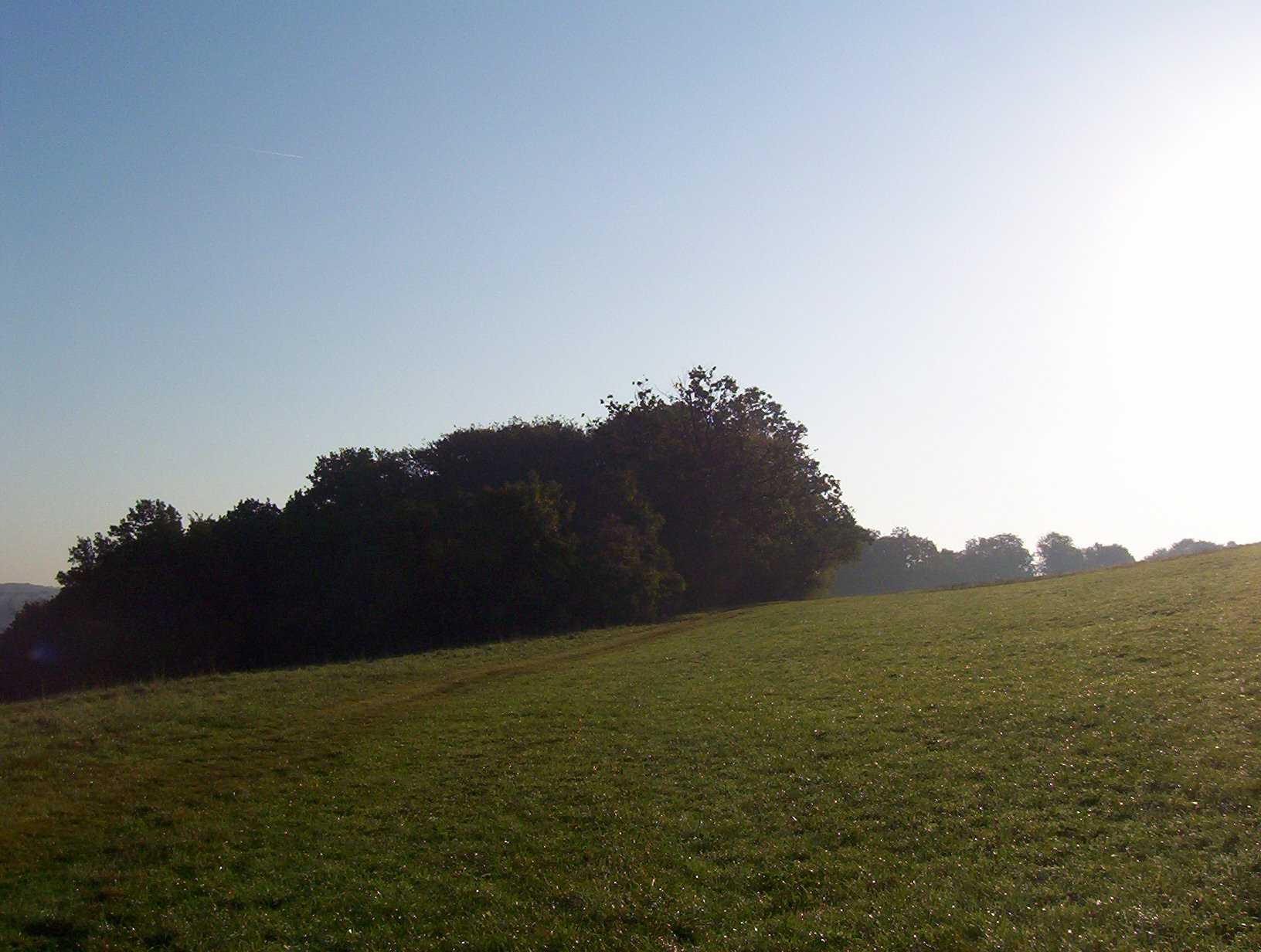
Lustnauer Wäldle auf dem Nordosthang
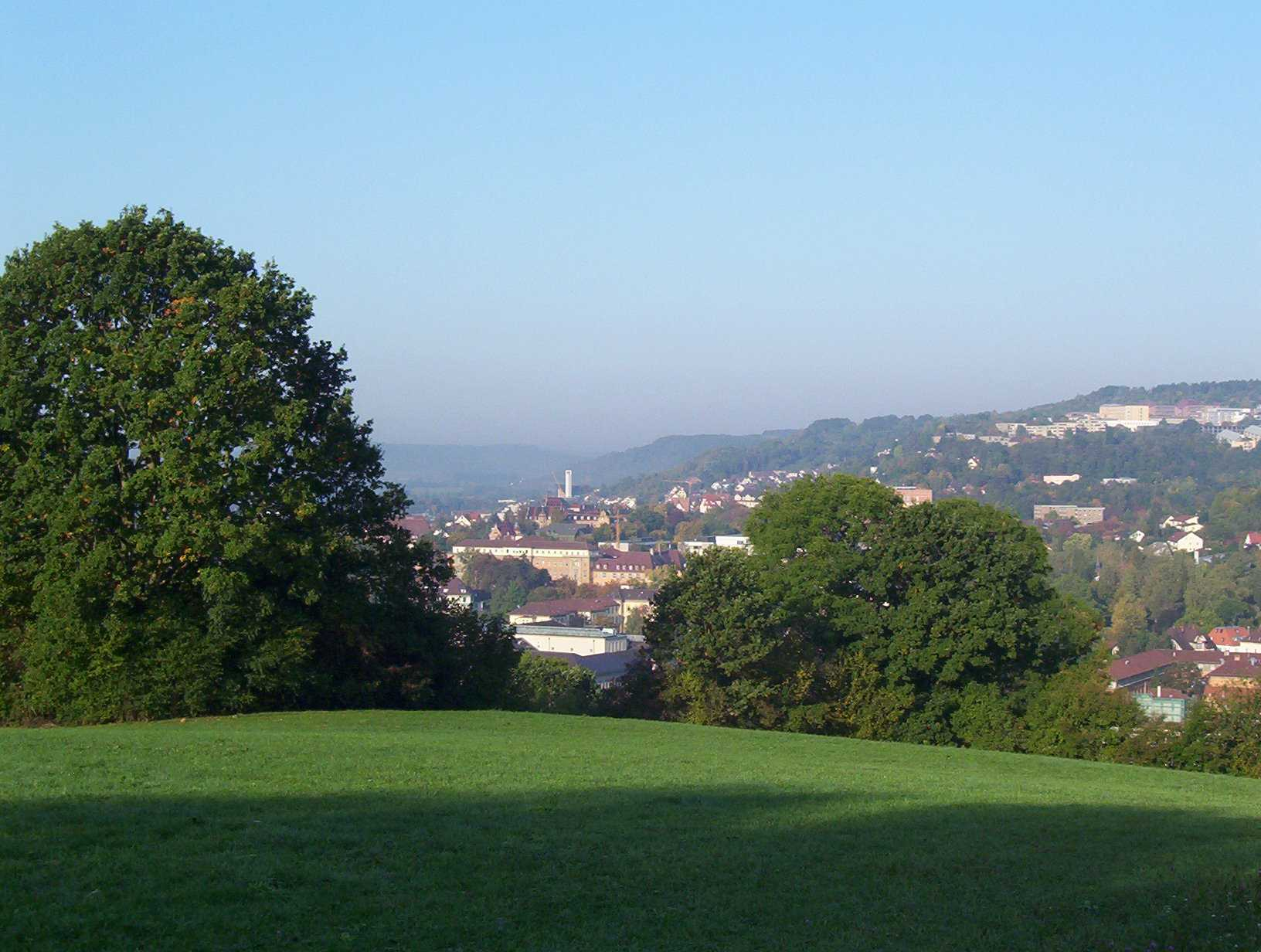
Nordhang
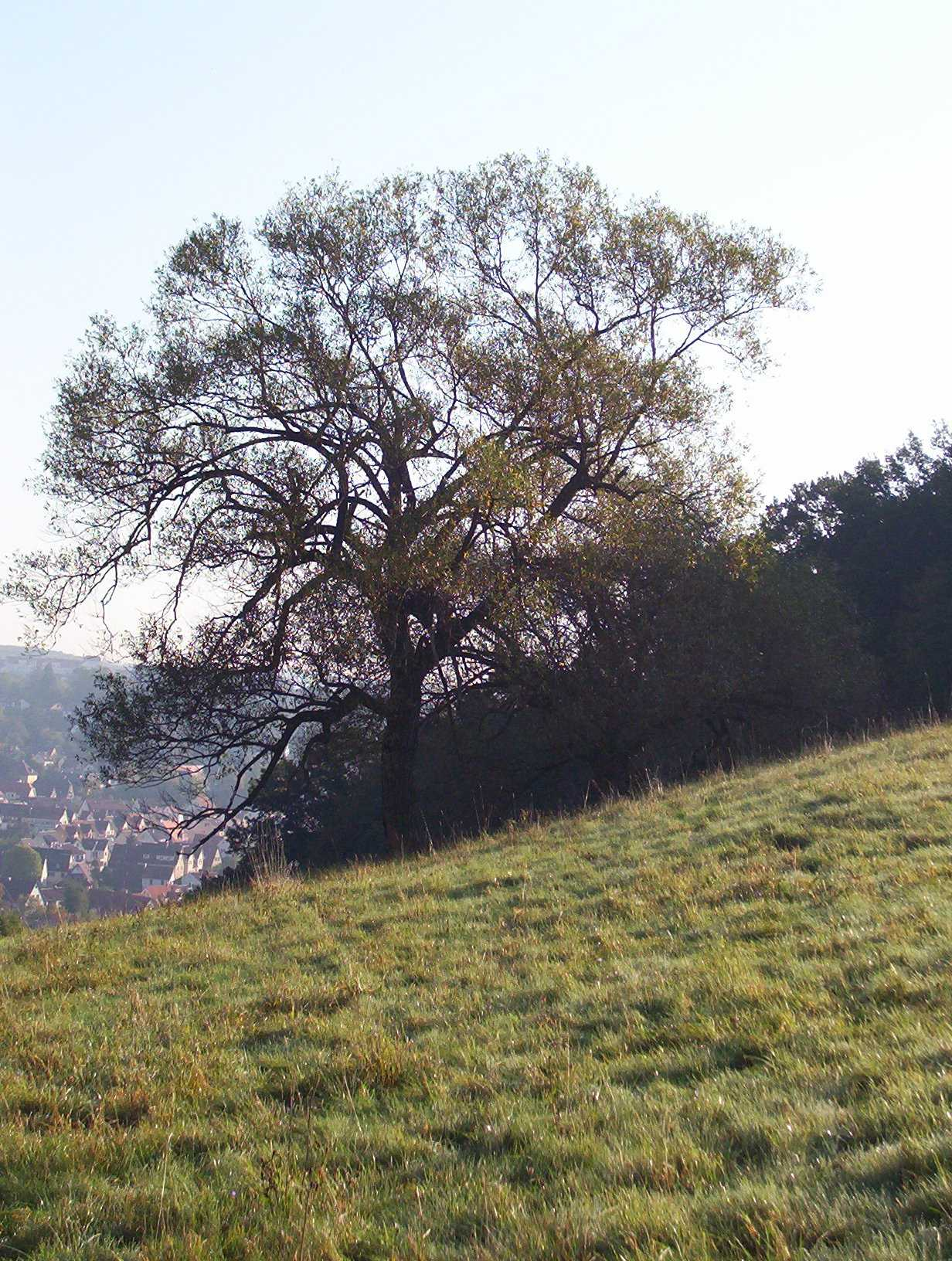
Nordhang
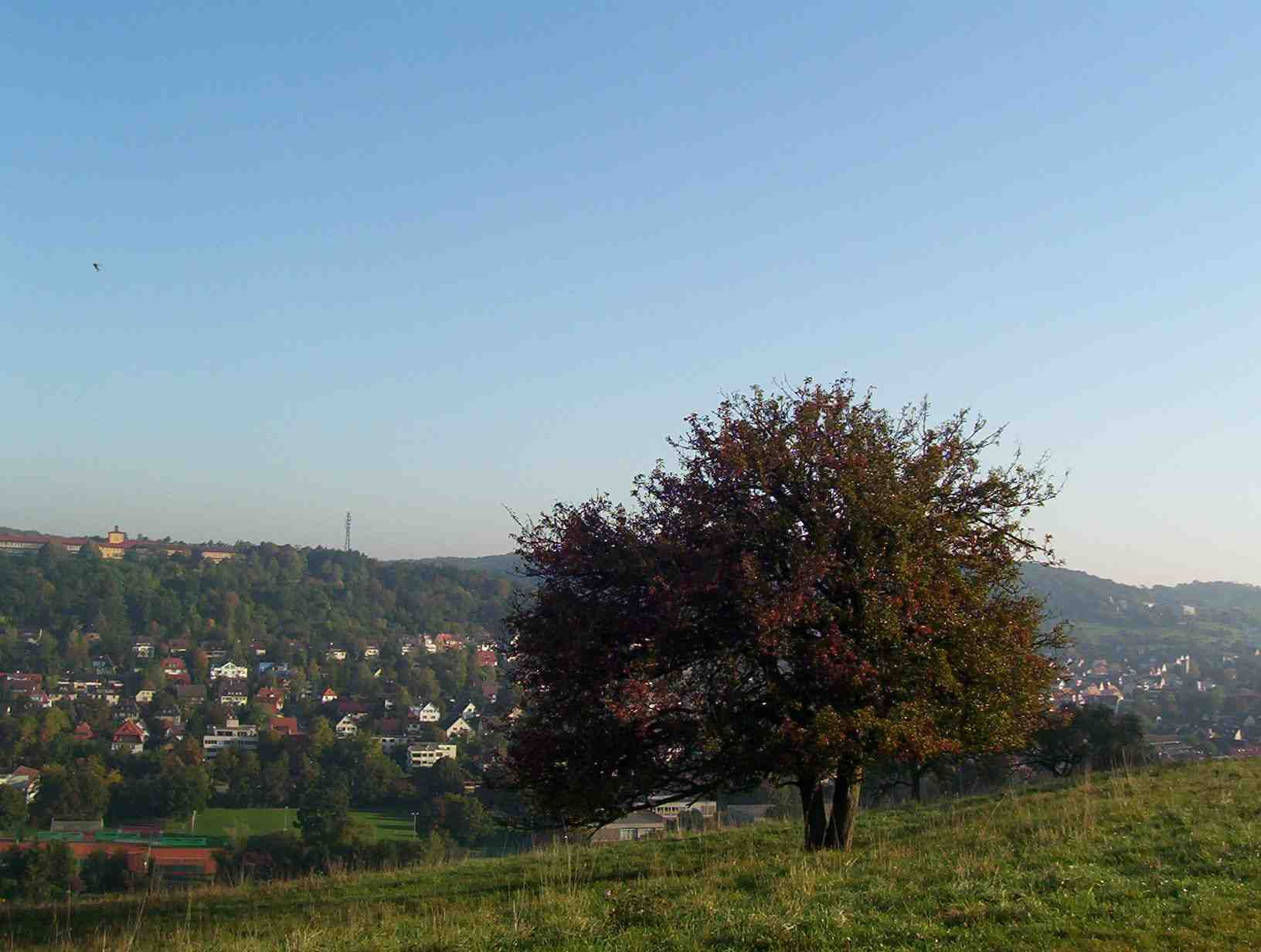
Blick vom Österberg Richtung Norden
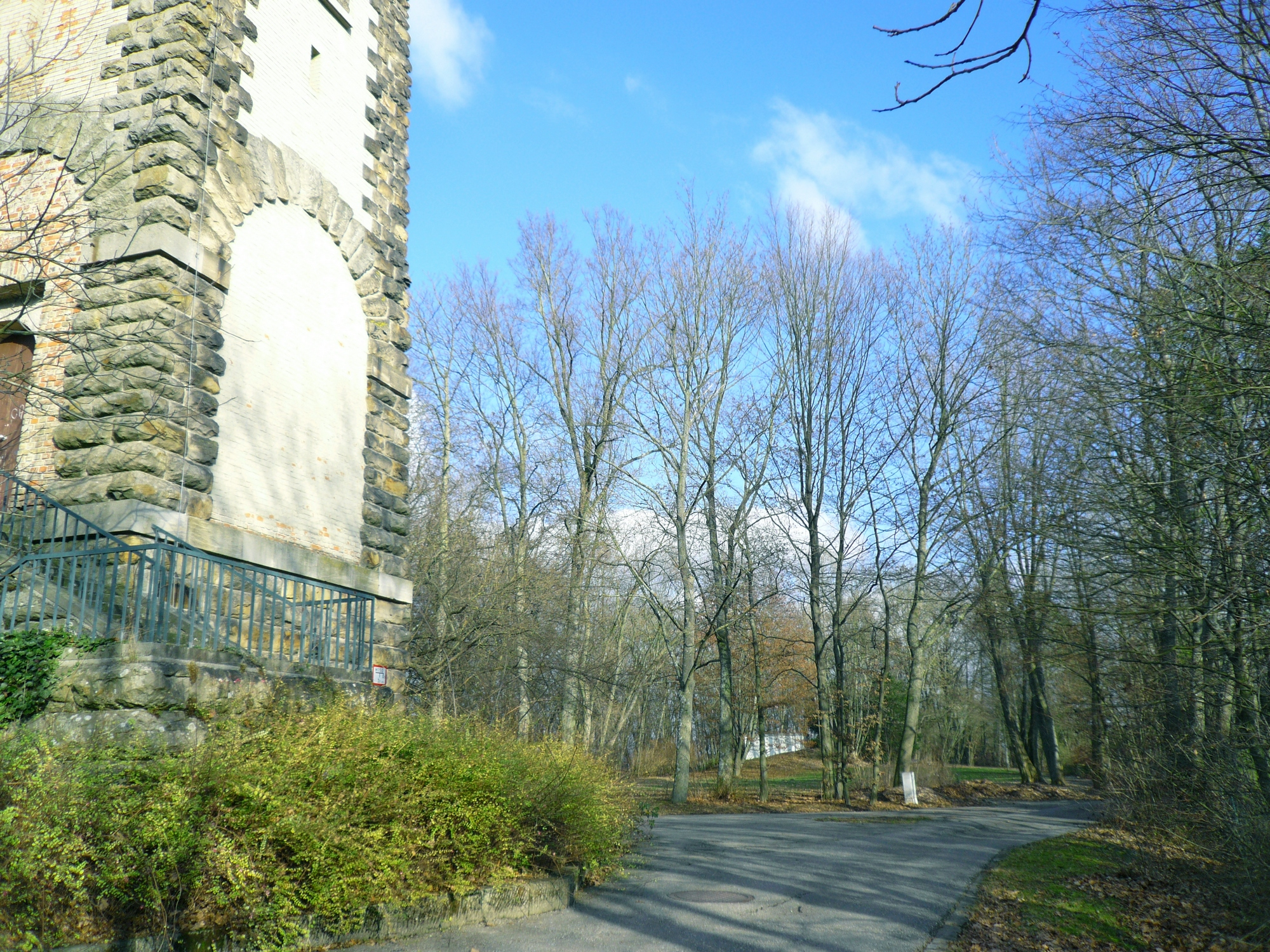
Am Österbergturm
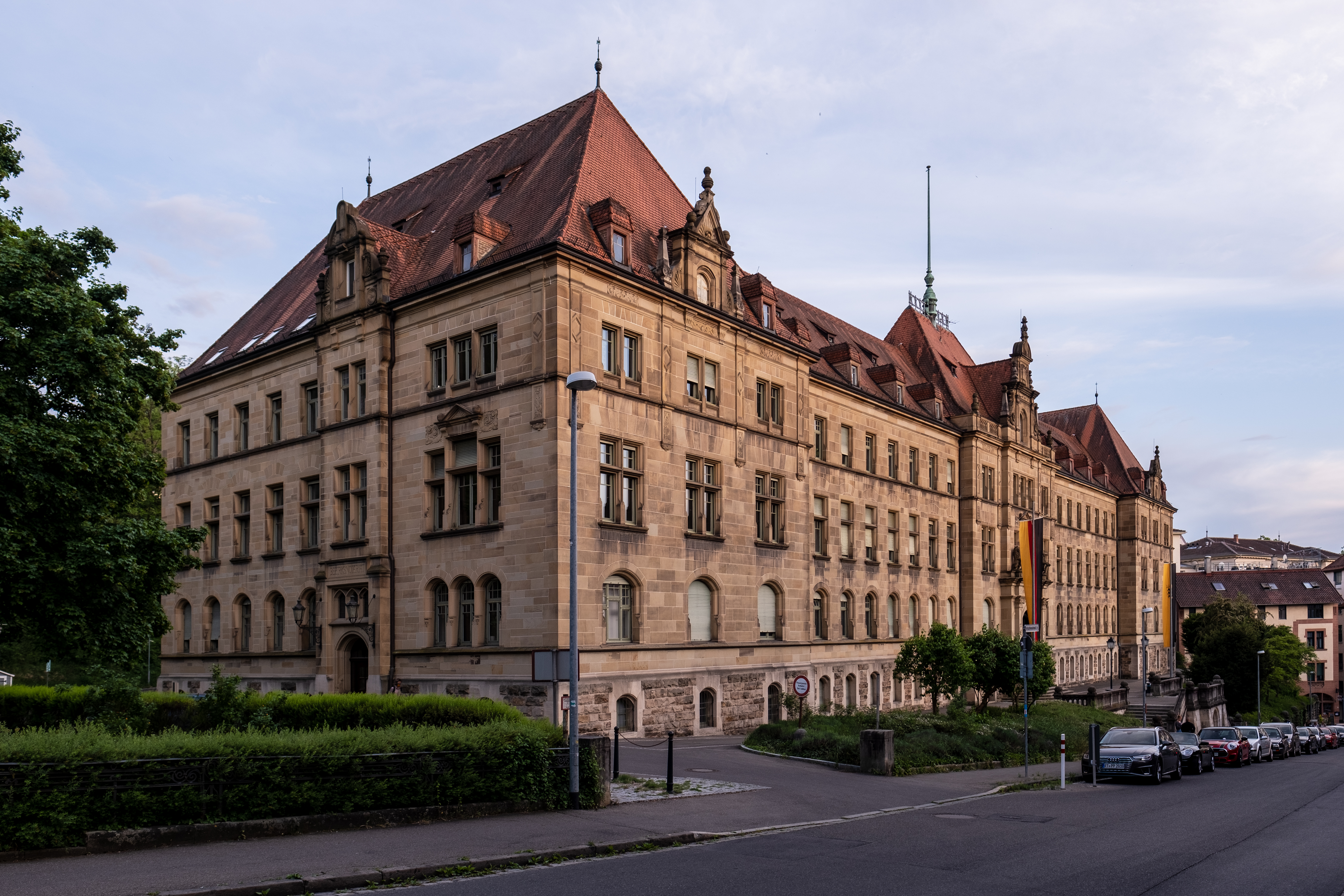
Amts- und Landgericht Tübingen
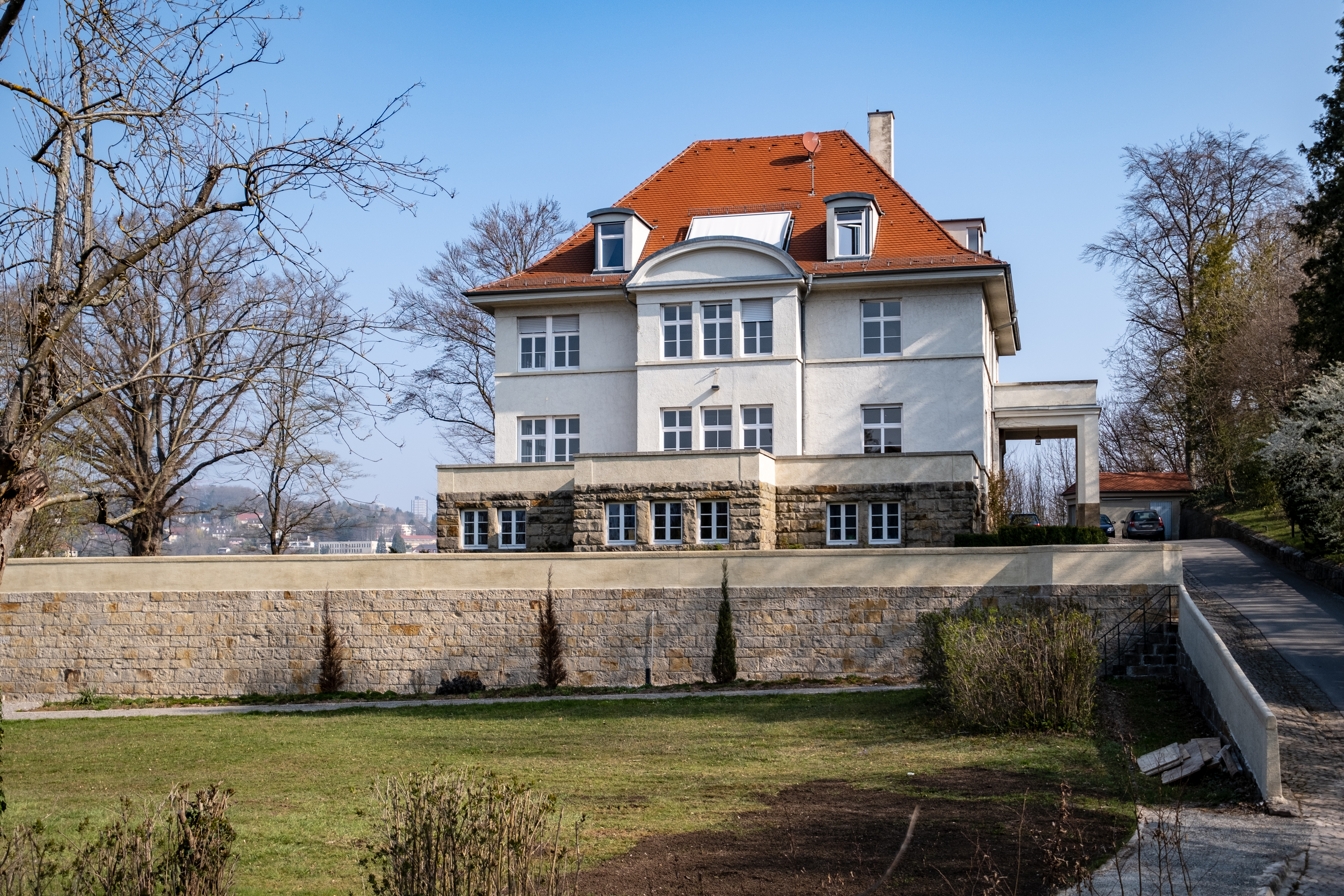
Deutsch-Französisches Kulturinstitut von Tübingen
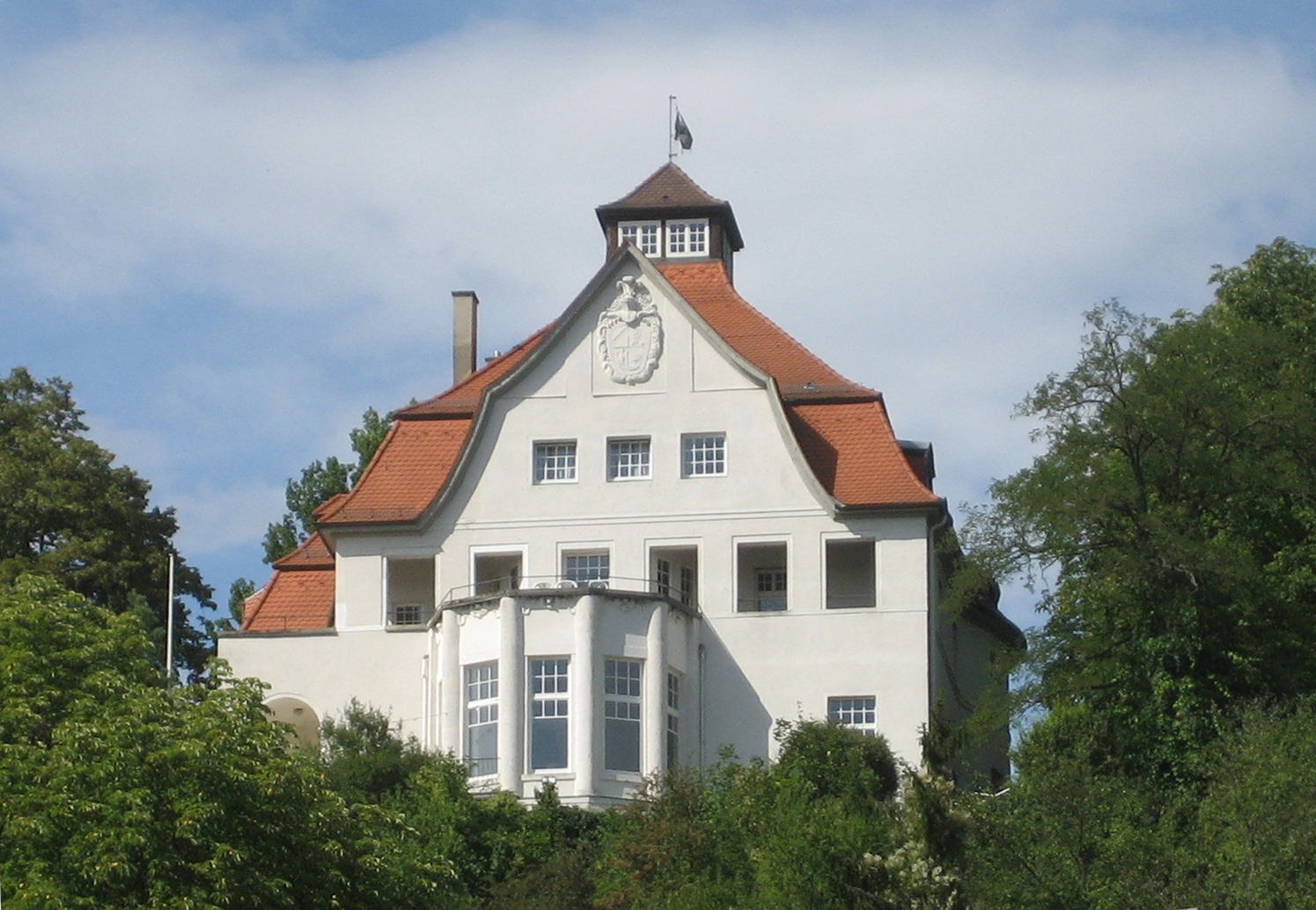
Preußenhaus des Corps Borussia Tübingen auf der Neckarseite des Bergs
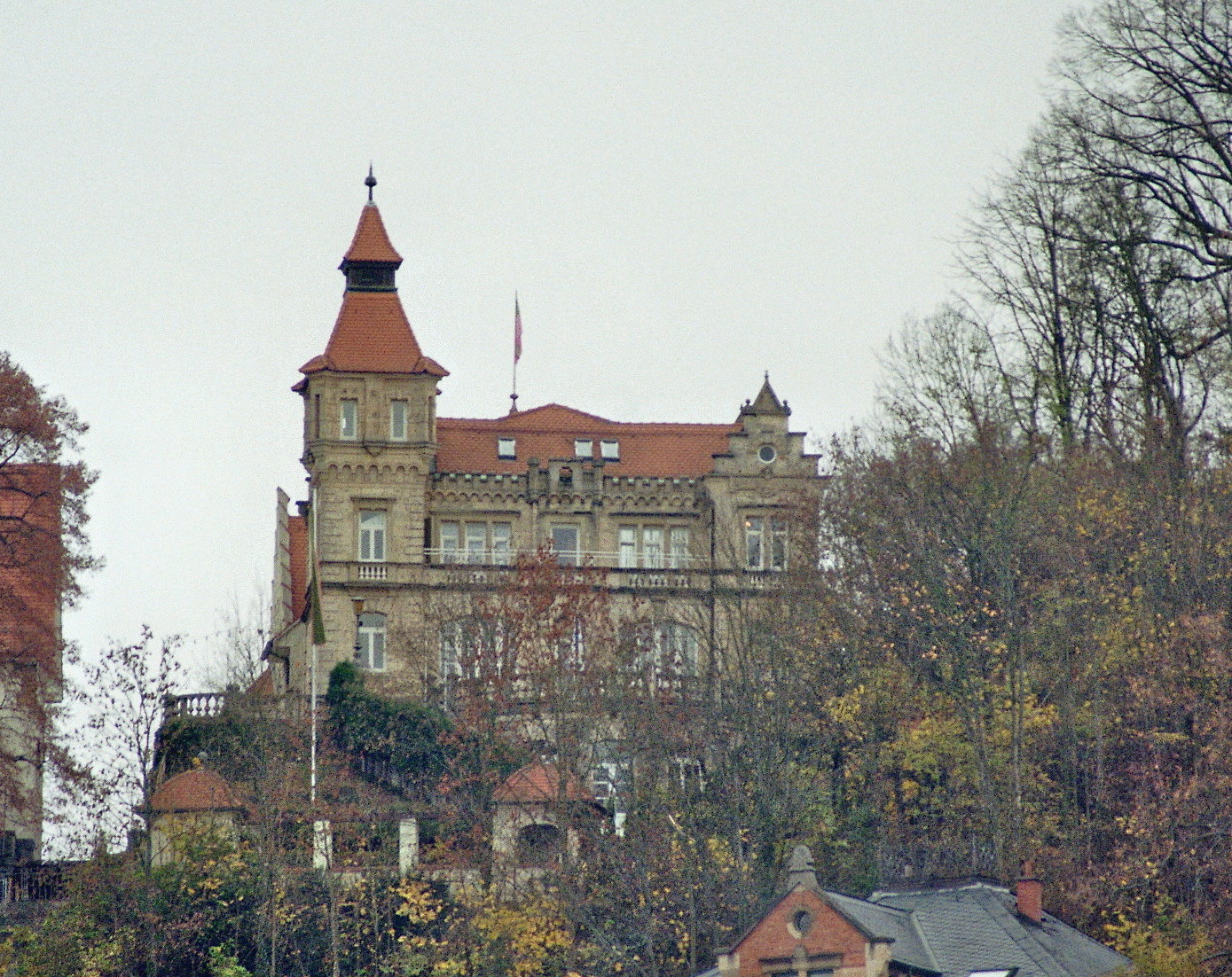
Corps Franconia Tübingen
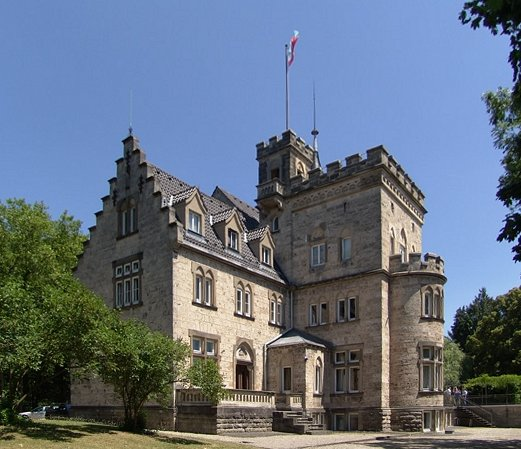
Corps Rhenania Tübingen
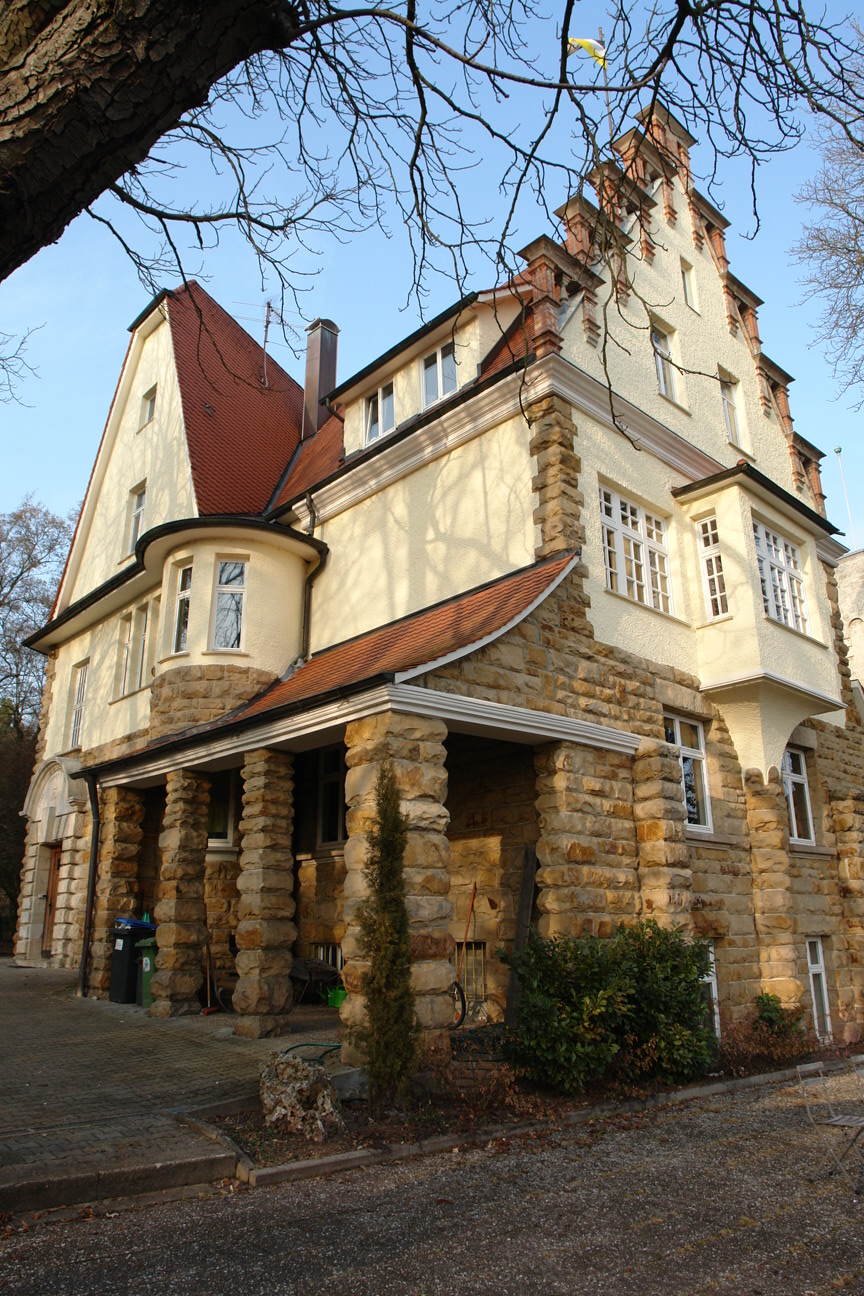
Landsmannschaft Ulmia Tübingen
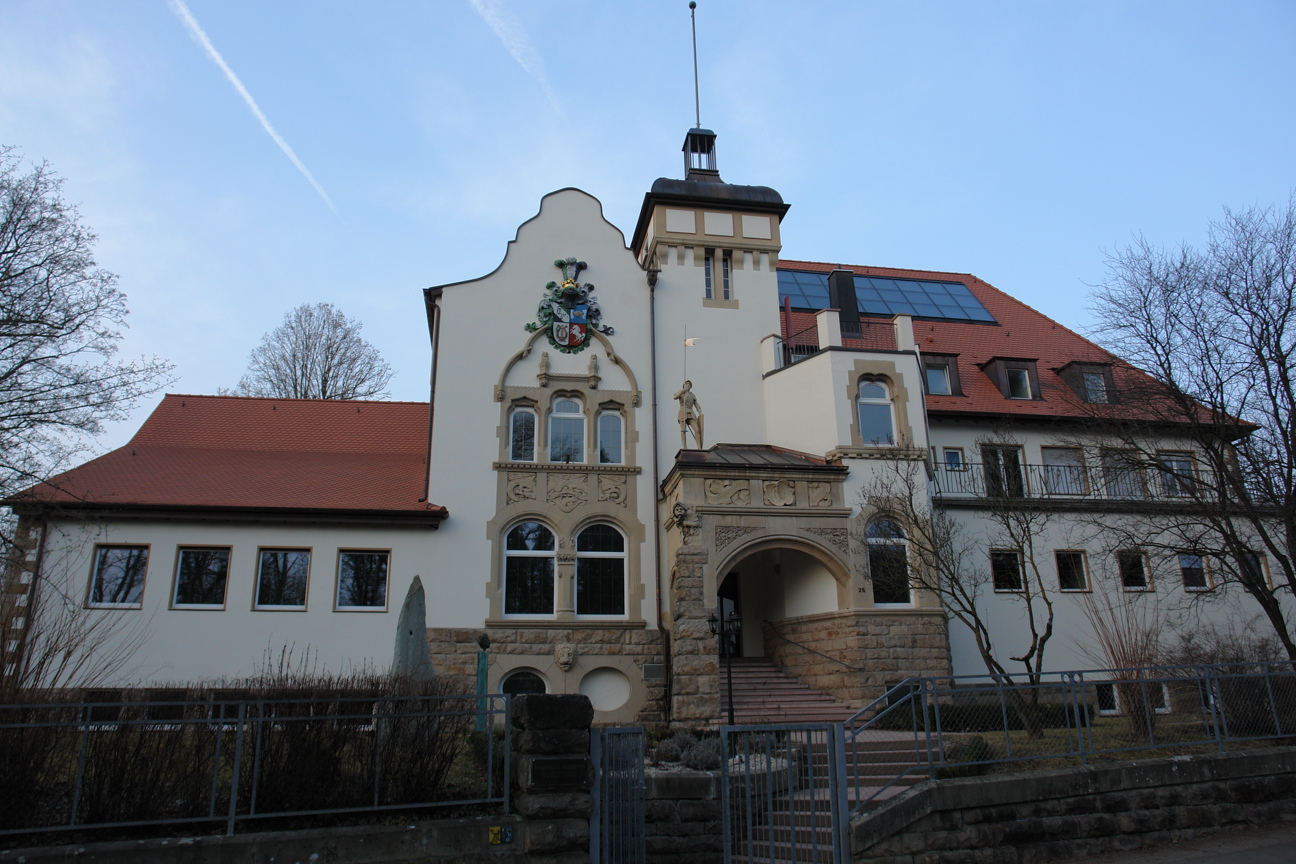
AV Guestfalia Tübingen
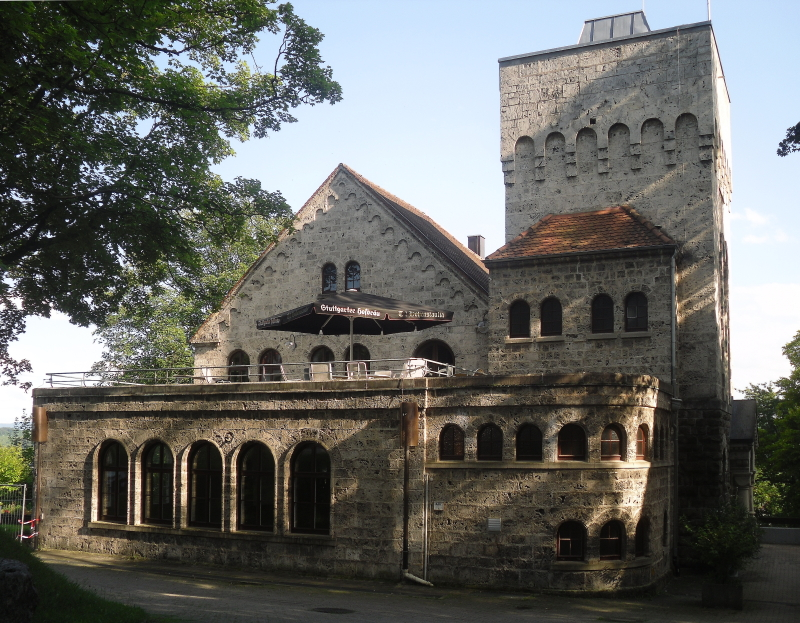
Turnerschaft Hohenstaufia Tübingen